# Psychoda phalaenoides
Psychoda phalaenoides és una espècie d'insecte dípter pertanyent a la família dels psicòdids.

## Alimentació
Les femelles adultes llepen les secrecions florals d'àrum maculat.

## Distribució geogràfica
Es troba a Europa (com ara, els Països Baixos, Bèlgica, Finlàndia, Suècia, França, Txèquia i la Gran Bretanya), Israel, els Estats Units (com ara, Alabama, Michigan i Pennsilvània) i el Canadà.